# Terminus d'autobus de la gare Union
Le terminus d'autobus de la gare Union est le terminus central d'autobus régionaux et interurbains de Toronto, en Ontario. Il est situé au centre-ville de Toronto, au deuxième étage de la tour sud du CIBC Square, à l'angle nord-est de Bay Street et de Lake Shore Boulevard. Le terminus dessert actuellement les autobus régionaux de GO Transit ainsi que les autocars interurbains de Megabus, Greyhound Lines, Ontario Northland, Rider Express et Red Arrow. Propriété de l'organisme provincial Metrolinx, le terminus est relié par une passerelle piétonnière à la gare Union adjacente, le centre de transport le plus fréquenté du Canada.
Le terminus a ouvert le 5 décembre 2020, remplaçant à la fois un terminus extérieur qui était situé au nord du corridor ferroviaire et l'ancien terminus d'autocars de Toronto.

## Histoire

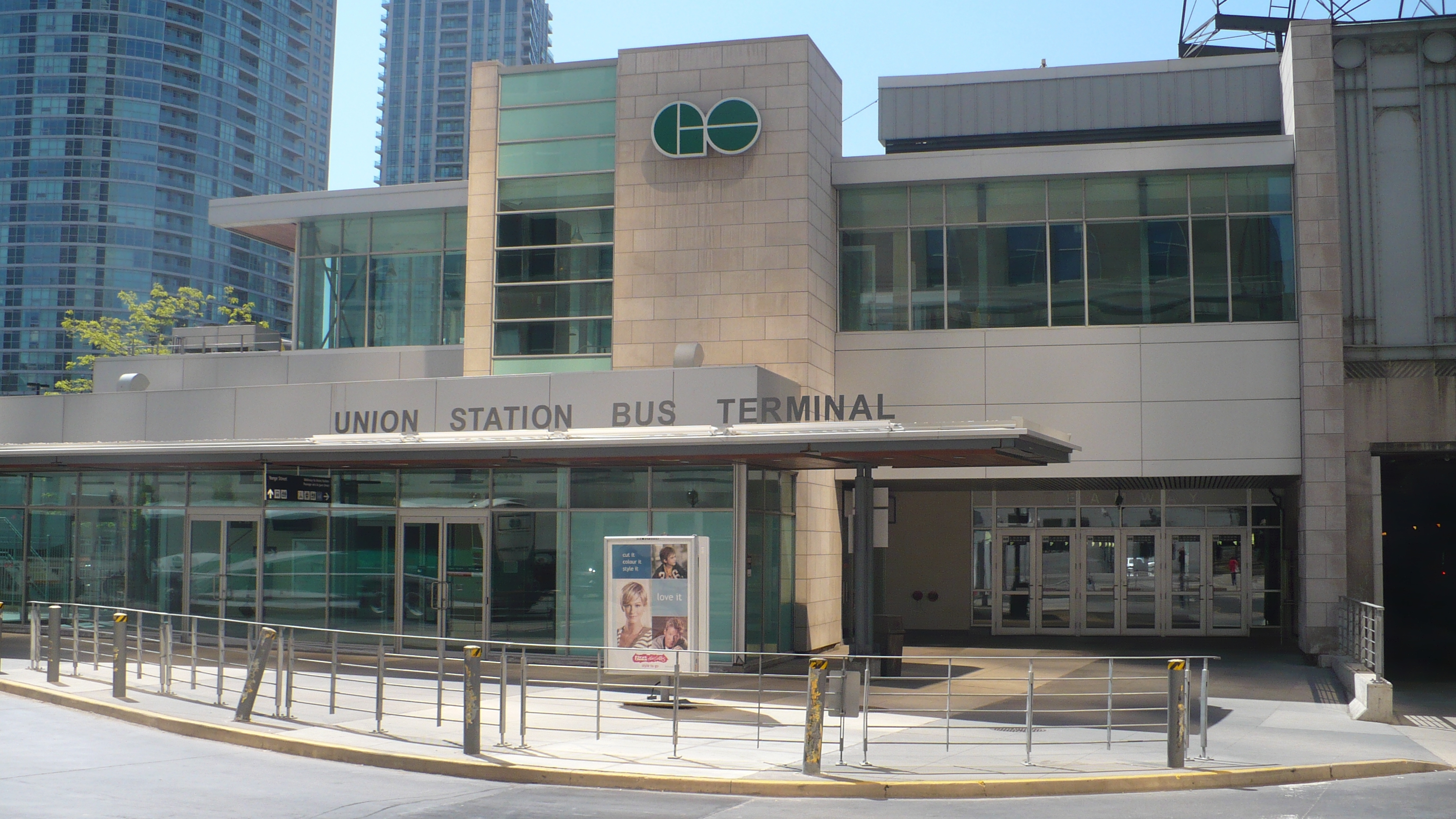
Entrée de l'ancien terminus d'autobus au 141 Bay Street (2003-2020)

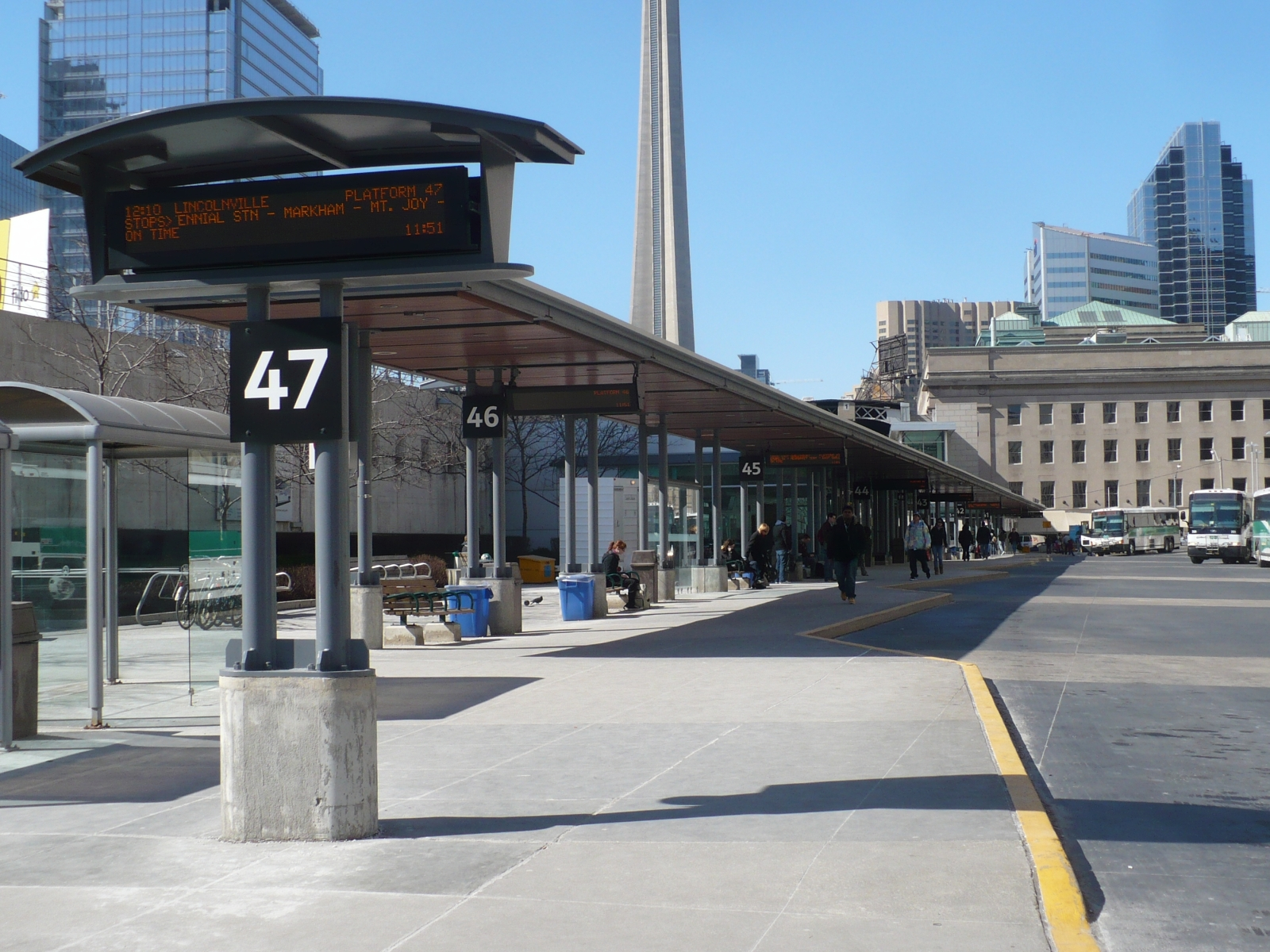
Quais de l'ancien terminus d'autobus de la gare Union (aujourd'hui démolis)

### Terminaux précédents
Des années 1970 et aux années 1990, la plaque tournante de Toronto pour les autobus régionaux de GO Transit était l'annexe d'Elizabeth Street du Terminus d'autocars de Toronto à l'angle de Bay Street et de Dundas Street, certaines routes s'arrêtant également en bordure de trottoir à la gare Union, ou à l'hôtel Royal York en face de celle-ci, depuis la création du service d'autobus GO le 8 septembre 1970. Après le déménagement de la plupart des opérations hors de ce terminus au milieu des années 1990, les autobus du réseau GO ont utilisé une installation en bordure de trottoir sur Front Street, devant la gare, qui pouvait accueillir jusqu'à sept autobus. Cependant, les taxis, les camions de livraison et d'autres véhicules privés obstruaient souvent la zone réservée aux bus. Le personnel de GO devait organiser des files de passagers en attente afin de ne pas obstruer le trottoir devant la gare.
Compte tenu de la congestion et des retards de service qui en découlent, il était nécessaire de créer un terminus d'autobus à proximité de la gare Union. Le 5 décembre 2003, GO Transit a officiellement ouvert un terminus d'autobus tout près de la gare Union au 141 Bay Street, au coût de 9 millions de dollars,. Le terminus a ouvert les portes le week-end de la fête du Travail en 2002, lorsque la route Hamilton Express, qui était la dernière route utilisant encore le terminus sur Elizabeth Street, a été transférée à Union. Les exploitants d'autocars interurbains qui ne font pas partie de GO, comme Greyhound et Coach Canada, ont continué à desservir le terminus d'autocars sur Dundas.
Le terminus a été construit sur le site d'un petit dépôt de passagers et d'un ancien bâtiment de CP Express & Transport. La majeure partie de l'ancienne structure a été démolie, mais une porte de quai a été conservée et son bandeau en pierre calcaire a été entreposé pour une utilisation future.
Le terminus d'autobus était situé à l'est de Bay Street, directement en face de la gare ferroviaire, derrière et au sud de l'édifice public Dominion sur Front Street, avec une passerelle fermée au-dessus de Bay Street reliant directement le terminus au hall de la gare. Un accès direct par escalier existait entre le terminus d'autobus aux quais 4 à 13 de la gare via le Bay East Teamway sous les voies ferrées.
Le terminus comptait 7 quais avec des affections de quais fixes. Toutes les routes d'autobus du réseau GO partaient du même quai, une pratique qui entraînait des retards. En raison des restrictions de hauteur aux abords du terminus, tous les bus desservant le terminus étaient des bus à un seul étage ou des bus spéciaux à deux étages de faible hauteur,. Par jour de semaine, le terminus accueillait 485 trajets et desservait 13 600 usagers. Selon Metrolinx, on estime que plus de 100 millions de clients ont fréquenté le terminus pendant qu'il était en service.
Le dernier jour de service du terminus a été le 4 décembre 2020, date à laquelle il a été relocalisé à son emplacement actuel, sous le CIBC Square. Le terminus de 2003 a été démoli peu après. La tour nord du CIBC Square sera construite sur le site, l'achèvement étant prévu pour 2024.

#### Déplacement des opérateurs du terminus d'autocars de Toronto
Le terminus a pris le relais, en tant que principale plaque tournante des services d'autocars interurbains de Toronto, du terminus d'autocars de Toronto situé à l'angle de Bay Street et Edward Street, à deux kilomètres du terminus actuel. Les négociations avec les opérateurs d'autocars interurbains ont commencé en 2012, lorsque le déménagement du terminus de la gare Union vers le futur CIBC Square était prévu. Les exploitants d'autocars ont déclaré qu'ils étaient favorables au déménagements du termins d'autocars de Toronto, car un emplacement plus proche de la Gardiner Expressway permettrait de réduire les temps de trajet. La location de l'ancien terminus par les exploitants d'autocars interurbains a pris fin le 7 juillet 2021. Megabus a déménagé dans le nouveau terminus le 8 juin 2021. Le dernier locataire du terminus d'autocars, Ontario Northland, a transféré ses activités au nouveau terminus à compter du 4 juillet 2021.
Greyhound Canada n'a jamais déménagé au nouveau terminus, car elle a définitement cessé ses activités en mai 2021. La compagnie américaine Greyhound Lines a commencé à assurer des liaisons transfrontalières Toronto-Buffalo en novembre 2021, après l'assouplissement des restrictions frontalières canado-américaines liée à la pandémie de COVID-19.
La Commission de transport de Toronto, le propriétaire de l'ancien terminus, a déclaré le site excédentaire à compter du 8 juillet 2021, et a transféré la propriété à la ville de Toronto en vue de son réaménagement,.

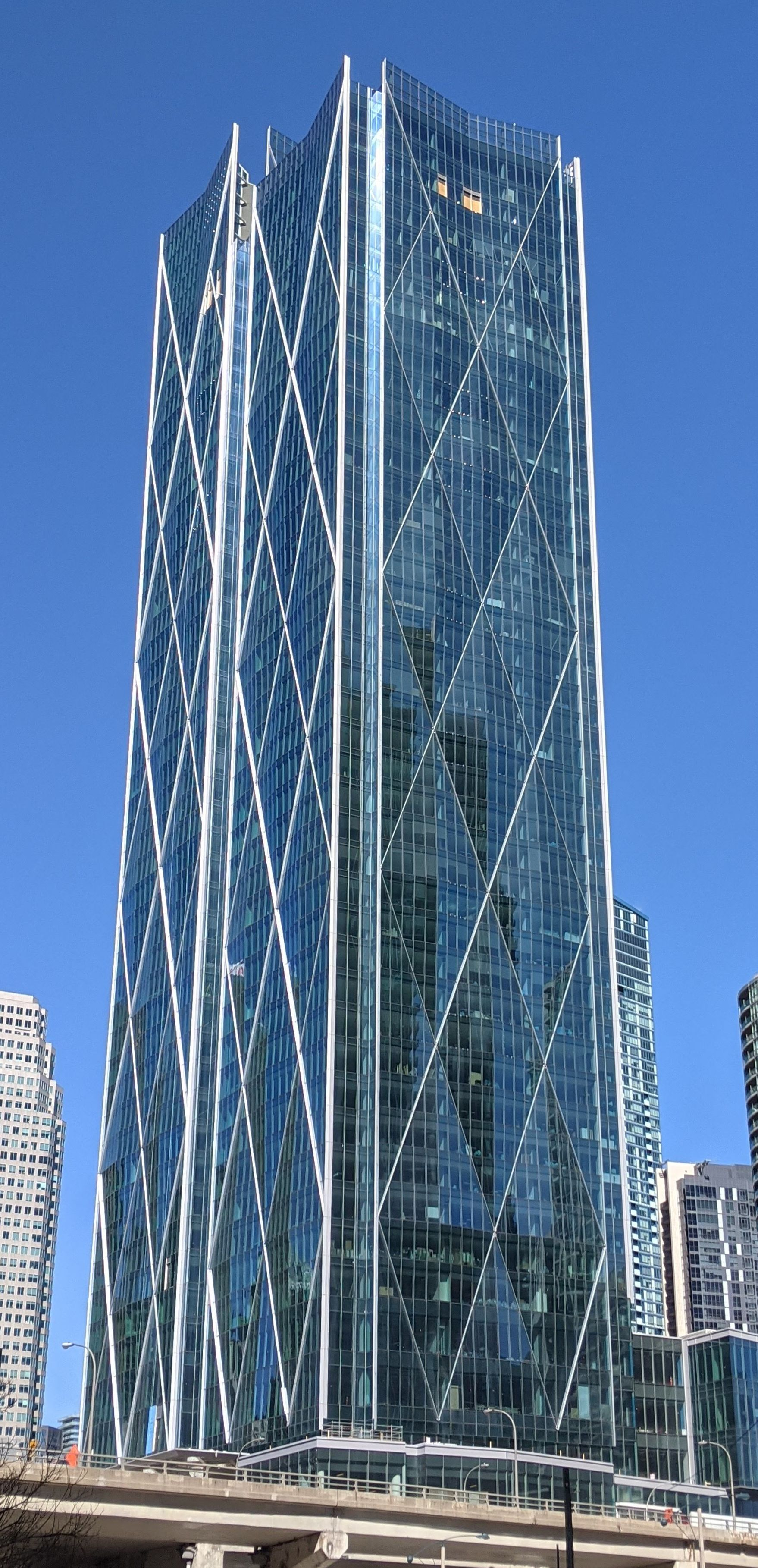
Tour sud du CIBC Square depuis Harbour Street, mars 2021

### Planification, construction et ouverture
En 2007, la Régie des transports du Grand Toronto (aujourd'hui Metrolinx) a recommandé de relocaliser l'obsolète terminus d'autocars de Toronto et le terminus d'autobus de la gare Union en un seul terminus intégré,. Les travaux de planification se sont poursuivis au cours des années suivantes, et Metrolinx a déclaré en 2012 qu'elle « envisageait de construire un nouveau terminus d'autobus au 45 Bay Street ». Les exploitants d'autobus interurbains étaient favorables au déménagement du terminus d'autobus, car un emplacement plus proche de la Gardiner Expressway permettrait de réduire le temps de trajets.
En 2014, Metrolinx a annoncé son intention de déplacer le terminus d'autobus de la gare Union vers la tour sud du Bay Park Centre, alors proposé, situé à l'angle nord-est de Bay Street et de Lake Shore Boulevard. Le Bay Park Centre a ensuite été renommé le CIBC Square lorsque la Banque canadienne impériale de commerce (CIBC) est devenue le principal locataire.
Dans le cadre de l'accord pour le nouveau terminus, Metrolinx a vendu le site de l'ancien terminus situé au 141 Bay Stret à Ivanhoé Cambridge et, en échange, a acquis un bail de 99 ans pour le nouveau terminus. La construction du nouveau terminus a commencé en 2017 et a ouvert en 2020. Le terminus a été développé grâce à un partenariat entre Metrolinx et les sociétés immobilières Ivanhoé Cambridge et Hines. Les architectes du CIBC Square étaient Wilkinson Eyre Architects et Adamson Associates.
Dans le cadre de la construction du nouveau terminus, l'East Bay Teamway a été fermé temporairement. Il donnait un accès direct aux trains GO sur les voies 4 à 13 et constituait un moyen pratique pour les usagers de passer des trains aux autobus à l'ancien terminus. L'East Bay Teamway reliera le nouveau terminus à un futur développement commercial sur le site de l'ancien terminus. À la mi-2020, le nouveau terminus était achevé et Metrolinx entamait des tests d'essai avant l'ouverture.
Le terminus a ouvert ses portes le 5 décembre 2020. Fin mai 2021, l'East Bay Teamway a rouvert, offrant une connexion intérieure directe entre le nouveau terminus d'autobus et les quais 4 à 13 de trains de banlieue.

## Emplacement et aménagement

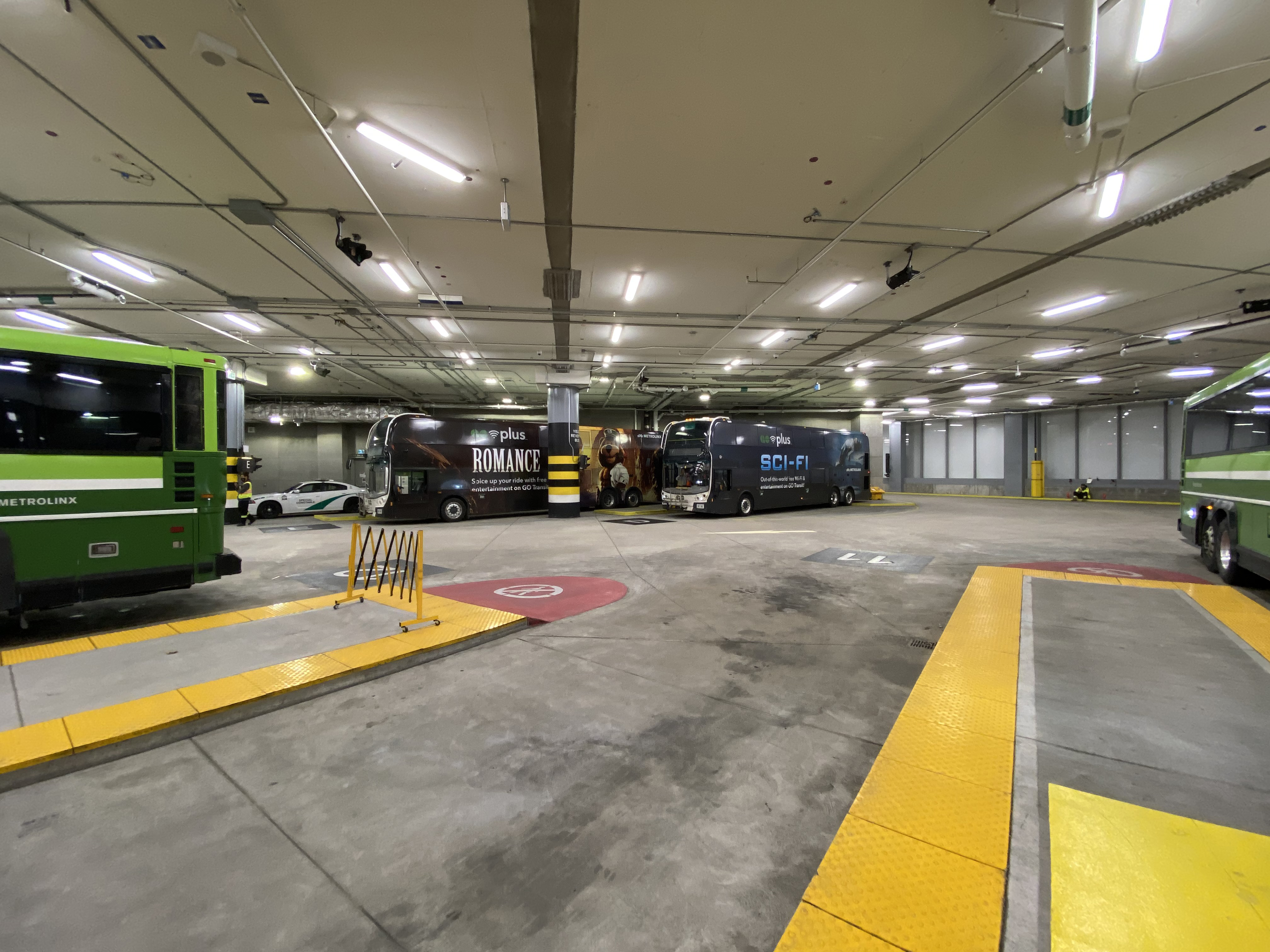
Une zone de débarquement au terminus d'autobus

Le terminus d'autobus est situé au 81 Bay Street, au nord-ouest de Lake Shore Boulevard et au sud-est de la gare Union, du côté sud du corridor ferroviaire de la gare Union. Le terminus est logé dans la tour sud de 48 étages du complexe de bureaux CIBC Square et est directement relié à la gare Union par le Scotiabank Arena (auquel on accède par une passerelle fermée au-dessus de Bay Street, qui fait partie du réseau pédestre intérieur PATH, qui est adjacente à la gare Union elle-même.
Deux entrées se trouvent au niveau de la rue, l'une sur Bay Street en face du Scotiabank Arena, et l'autre sur Lake Shore Boulevard juste à l'est de Bay Street. Le débarcadère et des supports à vélo sont situés au niveau P1.
Les quais d'autobus et les aires d'attente du terminus occupent deux étages du CIBC Square. Le terminus est climatisé, et des portes vitrées séparent la zone d'attente des quais d'autobus. Les autres équipements comprennent une connexion Wi-Fi gratuite, des bornes de recharge et des toilettes. Le terminus est entièrement accessible, avec des ascenseurs, du braille et des points d'aide partout à l'installation.
Les procédures d'embarquement sont similaires à celles d'un aéroport. Des écrans numériques dirigent les passagers vers la zone appropriée pour attendre l'embarquement. L'affectation des portes apparaît sur les écrans numériques 10 minutes avant le départ du bus, suivie d'une annonce audio sur le système de sonorisation. Les portes vitrées séparant la zone d'attente du quai ne s'ouvrent que lorsque les bus sont prêts à accueillir des passagers.
Le terminus à deux niveaux, d'une superficie de 23 000 pieds carrés (2 137 m2) compte quatorze quais d'autobus, soit deux fois plus que le terminus précédent, et peut accueillir la flotte d'autobus à double étage de GO Transit. Contrairement à l'ancien terminus, les routes d'autobus ne sont pas affectés à des quais fixes, ce qui permet de réduire les délais de débarquement et d'embarquement. Pour des raisons de sécurité et pour empêcher tout accès non autorisé, les passagers ne sont pas autorisés à monter sur les quais que lors de débarquement ou d'embarquement.

## Services
Le terminus d'autobus de la gare Union offre des services de bus régionaux et longue distance.

### GO Transit
GO Transit exploite des lignes d'autobus reliant diverses villes et villages de la région du Grand Toronto et d'Hamilton. La ligne 16 Hamilton / Toronto Express, circule entre le terminus d'autobus de la gare Union et la gare d'Hamilton dans les deux directions tout au long de la journée. Toutes les autres lignes de GO Transit sont en complément d'une ligne de train de banlieue éponyme, offrant un service de transport en commun dans les directions ou les périodes où les trains ne circulent pas.
Les lignes de bus suivantes desservent le terminus :
- 16 Hamilton / Toronto Express
- 18 Lakeshore West
- 21 Milton
- 31 Kitchener
- 61 Richmond Hill
- 65 Barrie
- 71 Stouffville
- 90 Lakeshore East

### Longue distance
| Transporteurs interurbains | Principales destinations |
| -------------------------- | --- |
| Coach Canada (Megabus)     | - Niagara Falls (Ontario) via Grimsby et Saint Catharines - New York via Niagara Falls (Ontario), Buffalo, Batavia, Rochester, Syracuse, Cortland, Binghamton et Newark - Aéroport international d'Hamilton - Windsor via London - Détroit via London et Windsor - Montréal via Kingston (correspondance vers Ottawa), Brockville, Cornwall et Kirkland |
| FlixBus                    | - London via Hamilton et Brantford - Détroit via Hamilton, London, Chatham-Kent et Windsor - Sarnia via Kitchener, London et Strathroy - Ottawa via Port Hope, Cobourg, Belleville et Kingston - Ottawa via Whitby, Peterborough, Madoc, Perth Carleton Place et Kanata - Niagara Falls (Ontario) via Saint Catharines - Aéroport international de Buffalo-Niagara via Saint Catharines, Niagara Falls (Ontario), Niagara Falls (New York) et Buffalo - New York via Niagara Falls (Ontario), Niagara Falls (New York), Buffalo, Aéroport international de Buffalo-Niagara, Rochester, Ithaca, Binghamton et Scranton - Sudbury via Barrie, Waubaushene, Port Severn et Parry Sound - Owen Sound via Aéroport international Pearson de Toronto, Barrie, Wasaga Beach, Collingwood, Thornbury et Meaford |
| Greyhound Lines            | - New York via Buffalo, Batavia, Rochester, Syracuse, Cortland, Binghamton, Gouldsboro |
| Ontario Northland          | - North Bay via Barrie, Orillia, Gravenhurst, Bracebridge, Huntsville et Powassan - Sudbury via Barrie, Orillia, Port Severn, Mactier et Parry Sound |
| Red Arrow                  | - Ottawa via Kingston |
| Rider Express              | - Ottawa via Belleville et Kingston - Ottawa via Peterborough, Marmora, Madoc, Perth, Carleton Place et Kanata |

## Intermodalité
Le terminus d'autobus est relié à la gare Union par une passerelle fermée, donnant accès aux services de trains régionaux et interurbains de GO Transit, Via Rail et Amtrak. Le train Union Pearson Express relie la gare à l'aéroport international Pearson de Toronto. Le Bay East Teamway offre une connexion intérieure directe aux voies 4 à 13 empruntées par les trains GO. Le terminus est également relié au métro et au tramway de Toronto à la station Union, desservie par la ligne 1 Yonge-University du métro et les lignes de tramway 509 Harbourfront et 510 Spadina. Les lignes de bus 19 Bay, 72B Pape, 97B Yonge, 121 Esplanade-River et 202 Cherry Beach de la Commission de transport de Toronto sont également reliées à la gare Union aux arrêts situés à l'angle de Front Street et de Bay Street. Porter Airlines exploite un service de navette vers l'aéroport Billy Bishop de Toronto à partir de l'angle de Front Street et de York Street, au nord-ouest de la gare.